# Rødovre Station
Rødovre Station er en station på Høje Taastrup-banen i København. Den er placeret på grænsen mellem Rødovre og Hvidovre kommuner og dækker dermed dele af begge.
Stationen åbnedes den 24. april 1964, 10 år efter S-togs-linjen blev åbnet. Stationen fik en ny elevator i 2004.

## Sporlayout
Stationen har et usædvanligt layout, idet det nordlige spor er hævet omkring fem meter over de andre spor, mens passagerfaciliteter (en 7-Eleven samt en mindre ventehal) er placeret umiddelbart under dette spor. Dermed er nærmest direkte adgang fra stationens hovedindgang, ved busterminalen nord for stationen, til det sydlige spor, der går mod København. Ideen bag dette layout er, at de fleste passagerer skal mod København, og dermed skal have nem adgang til perronen, mens ankommende passagerer blot skal gå ned ad trapperne. Et lignende layout kan findes i Hongkongs lufthavnsstation.

## Opland
Stationen ligger i Rødovre, kun få meter fra grænsen til Hvidovre Kommune. Nord for stationen, på den anden side af den vej, busserne bruger som adgangsvej til busterminalen, ligger Hendriksholm-kvarteret. Hendriksholm-kvarteret omfatter både en række villa-byggerier, Hendriksholm Skole og Hendriksholm Kirke. Vest for stationen, på den anden side af Avedøre Havnevej, ligger højhusbyggerierne Kærene, der både består af lavere 3-4 etagers ejendomme, og højhusene, der præger billedet ud mod Roskildevej. To af disse højhuse har i den seneste tid vakt stor opmærksomhed i pressen, da de blev beskyldt for at kunne vælte i stormvejr. Det er blevet besluttet at rive disse to højhuse ned.
Syd for stationen ligger Rebæk Søpark med dertilhørende center, hvor man indtil foråret 2013 fandt den store dyrebutik Zoo Zity, og Rebæk Søpark Kollegiet.
Området foran (nordvest for) stationen var i mange år af et mindre center, Rødovre Stationscenter, der indeholdt en række butikker, bl.a. en rollespilsbutik og en frakkebutik. Store dele af centeret nedbrændte i 2013. Desuden findes der foran og til højre for indgangen til stationen en busterminal, hvorfra linjerne 21, 161, 200S og 848 afgår. Der er langs fortovet ved stationen malet en lang, gul stribe i stil med de prikker, man finder på S-togs-stationerne, da man havde problemer med bussernes bagender der svinger ud, og potentielt kunne skade menneskerne, der venter på bussen.
Et stort nyt boligkompleks med navnet Rødovre Port direkte nord for Rebæk Søpark er opført på den gamle stationscentergrund.

## Antal rejsende
Ifølge Østtællingen var udviklingen i antallet af dagligt afrejsende med S-tog:
| År   | Antal | År   | Antal | År   | Antal | År   | Antal |
| ---- | ----- | ---- | ----- | ---- | ----- | ---- | ----- |
| 1957 | -     | 1974 | 3.181 | 1991 | 4.374 | 2001 | 3.471 |
| 1960 | -     | 1975 | 3.046 | 1992 | 4.161 | 2002 | 3.319 |
| 1962 | -     | 1977 | 2.866 | 1993 | 4.169 | 2003 | 3.609 |
| 1964 | -     | 1979 | 4.057 | 1995 | 4.246 | 2004 | 3.247 |
| 1966 | -     | 1981 | 4.491 | 1996 | 3.869 | 2005 | 3.096 |
| 1968 | 2.869 | 1984 | 4.540 | 1997 | 3.396 | 2006 | 3.032 |
| 1970 | 3.346 | 1987 | 4.231 | 1998 | 3.633 | 2007 | 3.126 |
| 1972 | 3.700 | 1990 | 4.186 | 2000 | 3.615 | 2008 | 2.921 |